# Erzin (Hatay)
Pour les articles homonymes, voir Erzin.
Erzin appelée aussi Yeşilkent (en turc ville verte) est un chef lieu de district de la province de Hatay. C'est un centre administratif paisible, dans une zone agricole.

## Géographie
Erzin est sur le versant ouest des monts Nur Dağlar, appelés autrefois Monts Amanus. Le climat est chaud et humide en hiver et très chaud en été. Les habitants ont coutume de se réfugier dans les forêts de pins de la montagne ou d’aller sur les plages de la Méditerranée proche. Elle est sur la route E 91 joignant Osmaniye à Iskenderun puis Antakya et la Syrie.
La région d’Erzin produit des céréales des agrumes (tangerines, oranges, pomélos). Depuis les travaux d’irrigation dans les années 1960, la région produit aussi des légumes.
Une autre source de revenu est constituée par le tourisme balnéaire sur les plages à 22 km du centre ville.

## Histoire
Le site Internet officiel de la ville d'Erzin laisse entendre que son nom viendrait de tribus Turkmènes ayant émigré depuis la région d'Erzin en Russie à proximité de la frontière avec la Mongolie.
En 1473, Erzin a été intégré à l’empire ottoman après la bataille d’Otlukbeli, défaite des Akkoyunlu contre Mehmet II le Conquérant.
En 1906, Erzin fait partie de la province d’Adana.
En avril 1909, à Erzin et à Dörtyol les Arméniens sont tués par la population turque à l'instigation des autorités locales qui mettent en avant une menace arménienne pour l'intégrité du territoire de la province d'Adana.
Le 11 décembre 1918, un bataillon français occupe Dörtyol. Le 19 décembre 1918, à Hatay (Antakya/Antioche) et à Dörtyol, la première résistance contre les occupants commence. Le 4 janvier 1922, Adana est libérée. L'armée turque entre à Adana le 5 janvier. Mersin et Dörtyol sont libérées.
Le 27 janvier 1937, reconnaissance de l'indépendance de Hatay lors de la session de la Société des Nations à Genève. Le 14 juin 1937, ratification par l'assemblée nationale du traité sur l'indépendance de Hatay.
Les 3-4 juillet 1938, conclusion entre la Turquie et la France d'un accord sur le stationnement d'un nombre égal de soldats à Hatay. Les troupes y entrent le 4 juillet.
La république du Hatay est rattachée à la Turquie en 1939. À cette date, la région de Dörtyol et d‘Erzin est rattachée à la province de Hatay. Le district d’Erzin est créé en 1987.

## Site antique
Le site Internet de la commune d’Erzin considère que le site de la ville d’Issus est dans le territoire du district. Un long aqueduc dont il subsiste une centaine d’arches, traverse la plaine et aboutit à un site situé à 7 km à l’ouest de la ville. Ce site a dû subir des années de dégradation à cause des labours profonds qui ont endommagé les vestiges proches de la surface du sol. Le site n'est sans doute pas Issus qui devrait-être au bord de la mer ou à quelque distance du bord de la mer si l’on considère les dépôts d’alluvions depuis l’antiquité, mais ces vestiges sont à au moins 40 m d’altitude. L’identification actuelle du site situé à Gözeneler est celui de la ville d’Epiphania ou Epiphaneia (en grec : Ἐπιφάνεια ; en latin : Epiphanea ou Epiphania) nommée ainsi sous le règne d’Antiochos IV Épiphane (IIe siècle av. J.-C.) mais aussi Oiniandos jusqu’au IIe siècle.
Cette ville serait une de celles où Pompée, d’après Appien en 67 av. J.-C. installa des pirates :

« Ces pirates qui en étaient sans doute arrivés à ce mode de vie non par malignité, mais par la misère provoquée par la guerre, Pompée les installa à Mallos, Adana, Épiphanie et dans toutes les autres villes inhabitées ou peu peuplées de la Cilicie Rocheuse. »

— Appien, « Mithridatique, Chapitre XIV, §96 », sur « L'antiquité grecque et latine ».
C’est aussi la ville où en 51 av. J.-C., Cicéron, proconsul en Cilicie installe son camp avant de partir en campagne contre les Parthes dans les Monts Amanus comme il l'explique dans une lettre adressée au Sénat :

« Je reçus vers le même temps des lettres et des courriers m'annonçant que les Parthes et les Arabes s'étaient approchés en force d'Antioche, et qu'un corps nombreux de leur cavalerie, ayant pénétré dans la Cilicie, avait été taillé en pièces par un gros de mes escadrons, réuni à une cohorte prétorienne qui formait la garnison d'Epiphania. ... je n'en étais pas à m'apercevoir qu'il importait à de pacifier le mont Amanus et de purger son sol d'une population éternellement hostile. C'est à quoi je m'appliquai. Je simulai un mouvement en arrière de la montagne dans la direction d'un autre point de la Cilicie, je m'éloignai ainsi d'une journée, et je campai près d’Epiphania. »

— Ciceron, « Lettres à des familiers - Livre XV. », sur « Itinera Electronica ».
De 325 à 692, sept évêques se succèdent à Epiphania. Le premier d'entre eux a dû subir les persécutions de Dioclétien (303-304) et était présent au concile de Nicée (325).

## Remarques
- La ville de Hama en Syrie s'est appelée Epiphania.
- Epiphania est le nom d'un quartier d'Antioche.